# Hamdan Al-Kamali
Hamdan Ismail Mohammed Al-Kamali (arab. ‏حمدان الكمالي‎; ur. 2 maja 1989 w Abu Zabi) – emiracki piłkarz występujący na pozycji obrońcy w drużynie Al-Wahda.

## Kariera klubowa
Hamdan Al-Kamali od początku kariery występuje w barwach klubu Al-Wahda.
| Sezon   | Klub                    | Kraj                         | Rozgrywki  | Mecze | Bramki | Rozgrywki Europy | Mecze | Bramki |
| ------- | ----------------------- | ---------------------------- | ---------- | ----- | ------ | ---------------- | ----- | ------ |
| 2009/10 | Al-Wahda                | Zjednoczone Emiraty Arabskie | UAE League | 15    | 1      | –                | –     | –      |
| 2010/11 | Al-Wahda                | Zjednoczone Emiraty Arabskie | UAE League | 19    | 2      | –                | –     | –      |
| 2011/12 | Al-Wahda                | Zjednoczone Emiraty Arabskie | UAE League | 6     | 1      | –                | –     | –      |
| 2011/12 | Olympique Lyon B (wyp.) | Francja                      | CFA        | 8     | 1      | –                | –     | –      |
| 2011/12 | Olympique Lyon (wyp.)   | Francja                      | Ligue 1    | 0     | 0      | –                | –     | –      |
| 2012/13 | Al-Wahda                | Zjednoczone Emiraty Arabskie | UAE League | 0     | 0      | –                | –     | –      |

Stan na: 5 listopada 2012 r.

## Kariera reprezentacja
W 2008 zadebiutował w reprezentacji Zjednoczonych Emiratów Arabskich. W 2011 został powołany do kadry na Puchar Azji rozgrywany w Katarze. Jego drużyna zajęła ostatnie miejsce w grupie i nie awansowała do dalszej fazy.